# Lee Thompson (velocista)
Lee Thompson (5 marzo 1997) è un velocista britannico.

## Biografia
Fino al 2015 è stato allenato da Peter Moore. Dal 2016 è allenato da John Henson.
Si è messo in mostra a livello giovanile vincendo la medaglia d'oro agli europei under 23 di Bydgoszcz 2017 nella staffetta 4×400 metri con Ben Snaith, Sam Hazel e Cameron Chalmers.
Agli europei indoor di Toruń 2021 è stato eliminato in semifinale nei 400 metri piani e vinto la medaglia di bronzo nella staffetta 4×400 metri, con i connazionali Joe Brier, Owen Smith e James Williams.

## Palmarès
| Anno | Manifestazione  | Sede       | Evento        | Risultato  | Prestazione | Note |
| ---- | --------------- | ---------- | ------------- | ---------- | ----------- | ---- |
| 2017 | Europei U23     | Bydgoszcz  | 4×400 m       | Oro        | 3'03"65     |      |
| 2018 | Mondiali indoor | Birmingham | 400 m piani   | Semifinale | 47"17       |      |
| 2018 | Mondiali indoor | Birmingham | 4×400 m       | 6º         | 3'05"08     |      |
| 2019 | Europei U23     | Gävle      | 4×400 m       | Argento    | 3'04"59     |      |
| 2019 | Mondiali        | Doha       | 4×400 m       | Finale     | dnf         |      |
| 2021 | Europei indoor  | Toruń      | 400 m piani   | Semifinale | 47"42       |      |
| 2021 | Europei indoor  | Toruń      | 4×400 m       | Bronzo     | 3'06"70     |      |
| 2021 | World Relays    | Chorzów    | 4×400 m mista | 5º         | 3'18"87     |      |
| 2021 | Giochi olimpici | Tokyo      | 4×400 m       | Batteria   | 3'03"29     |      |
| 2021 | Giochi olimpici | Tokyo      | 4×400 m mista | 6º         | 3'12"07     |      |
| 2024 | World Relays    | Nassau     | 4x400 m       | 6º         | 3'02"62     |      |